# 香芸火绒草
香芸火绒草（学名：Leontopodium haplophylloides）为菊科火绒草属的植物，为中国的特有植物。分布于中国大陆的青海、四川、甘肃等地，生长于海拔2,600米至4,000米的地区，一般生长在石砾地、灌丛、高山草地和针叶林处缘，目前尚未由人工引种栽培。